# Горчаков, Овидий Александрович
Ови́дий Алекса́ндрович Горчако́в (28 октября 1924, Одесса, УССР, СССР — 28 апреля 2000, Москва, Россия) — советский разведчик, писатель и сценарист. Участник Великой Отечественной войны. Лауреат премии Ленинского комсомола (1968).

## Биография
Родился 28 октября 1924 года в Одессе. Его отец, Александр Васильевич Горчаков (1899-1988), был выходцем из чувашского села Аттиково (чув. Пăрмас) Чебоксарского уезда Казанской губернии (ныне Козловского района Чувашской республики).
Детские годы провёл частично в  Нью-Йорке, где его отец возглавлял отделение «Интуриста», частично — в Великобритании, куда Александр Горчаков был впоследствии переведён. Овидий получил за годы жизни за границей хорошие навыки владения английским языком.

### Великая Отечественная война
Призван в РККА в марте 1942 года. Участник Великой Отечественной войны с марта 1942 года.
Во время Великой Отечественной войны был руководителем разведгруппы в тылу врага в Польше и в Германии. Разведчик войсковой части № 9903 разведотдела штаба Западного фронта
, командир спецразведгруппы разведотдела штаба 1-го Белорусского фронта, с апреля 1945 офицер разведотдела штаба 1-го Дальневосточного фронта. В 1943 году получил ранение.
Уволен в запас в сентябре 1946 года в звании лейтенанта.

### Послевоенная биография
В 1950 окончил Высшие курсы переводчиков при МГПИИЯ. С 1950 года выступал как переводчик, в частности, съездов и пленумов КПСС с участием иностранных гостей. Член КПСС с 1952 года. В 1957 году окончил Литературный институт им. М. Горького. С 1965 года — член СП СССР.
Совместно с польским писателем Я. Пшимановским написал повесть «Вызываем огонь на себя» (1960) и одноимённый сценарий четырёхсерийного телефильма (1965).
Стал одним из прототипов майора Вихря — героя повести Юлиана Семёнова «Майор „Вихрь“».
Увлекался стрельбой из лука. Был председателем Всесоюзной, затем Всероссийской Федерации стрельбы из лука.
Скончался 28 апреля 2000 года. Согласно завещанию, часть праха развеяна в Клетнянском лесу, возле деревни Каменец Брянской области. Часть праха находится в колумбарии на Ваганьковском кладбище.

### Семья
Сын — переводчик видео- и кинофильмов Василий Горчаков.

## Литературная деятельность
Под общим псевдонимом Гривадий Горпожакс вместе с Василием Аксёновым и Григорием Поженяном написал шпионский роман «Джин Грин — неприкасаемый» (1972).
Автор серии документальных книг и очерков, посвящённых военнослужащим:
- «В головном дозоре РККА»,
- «Страницы большой жизни»,
- «Командарм невидимого фронта»,
- «Судьба командарма невидимого фронта» — о жизни и деятельности Я. К. Берзина,
- «Он с живыми в строю» — о военном разведчике Г. И. Братчикове.
- «Внимание: чудо-мина!»

Автор репортажей и очерков на международные темы, документально-исторической повести «Накануне, или Трагедия Кассандры» (о деятельности советских спецслужб по добыванию информации перед началом Второй мировой войны) и документальных повестей, посвящённых советским разведчикам:
- «„Максим“ не выходит на связь» (1965)
- «Лебединая песня» (1968; о военной разведчице А. А. Морозовой)
- «Он же капрал Вудсток» (1974)
- «Хранить вечно»
- «От Арденн до Берлина» (1988)
- «Лебеди не изменяют» (о военной разведчице Морозовой)
- «Я живу средь Клетнянского леса»

Занимался изучением истории предков и родственников Михаила Юрьевича Лермонтова в Шотландии (род Лермонтов) и в России. Изучал документы Шотландского генеалогического общества, шотландских архивов, Национальной библиотеки в Эдинбурге. Автор романа «Если б мы не любили так нежно» («Исторический роман о Джордже Лермонте, родоначальнике русского рода Лермонтовых и его смутном времени»). М., 1994, а также «Саги о Лермонтах».

### Фальшивка о начале войны
В документальной повести «Накануне, или Трагедия Кассандры» (1988) Овидий Горчаков опубликовал «Докладную записку Берии Сталину от 21 июня 1941 г.»: «Я вновь настаиваю на отзыве и наказании нашего посла в Берлине Деканозова, который по-прежнему бомбардирует меня „дезами“ о якобы готовящемся Гитлером нападении на СССР. Он сообщил, что это нападение начнется завтра… То же радировал и генерал-майор В. И. Тупиков, военный атташе в Берлине. Этот тупой генерал утверждает, что три группы армий вермахта будут наступать на Москву, Ленинград и Киев, ссылаясь на свою берлинскую агентуру. Он нагло требует, чтобы мы снабдили этих врунов рацией… Начальник Разведуправления, где ещё недавно действовала банда Берзина,4 генерал-лейтенант Ф. И. Голиков жалуется на Деканозова и на своего подполковника Новобранца, который тоже врет, будто Гитлер сосредоточил 170 дивизий против нас на нашей западной границе… Но я и мои люди, Иосиф Виссарионович, твердо помним Ваше мудрое предначертание: в 1941 г. Гитлер на нас не нападет!..».
Писатель Марк Солонин в книге «Мозгоимение: Фальшивая история Великой войны» указал, что «бред под названием „Докладная записка Л. П. Берия от 21 июня 1941 г.“ запустил в обращение известный писатель и киносценарист О. Горчаков», сопроводивший это фразой о «старой папке, где хранятся эти донесения», на которой «выцветшими фиолетовыми чернилами пронумерован фонд, опись, дело». Конкретные номера «фонда, описи и дела» не опубликованы, но и без того так называемая «записка» распознаётся как стопроцентная фальшивка. «К настоящему времени опубликованы сотни донесений советской разведки, адресованных Сталину. Некоторые из них подписал Л. Берия. В них никогда не используется обращение «Иосиф Виссарионович», там абсолютно немыслимо появление выражений типа «Ваше мудрое предначертание», «тупой генерал Тупиков» и прочая дешёвая бульварщина. Категорических выводов вроде «в 1941 году Гитлер на нас не нападет» никто никогда не делает. Уточнение про должность генерала Тупикова («военный атташе в Берлине») сделано исключительно и только для будущих читателей фальшивки — Сталин обладал феноменальной памятью и уж фамилии своих представителей в Берлине знал наизусть», — указал Солонин. Тем не менее запущенная Горчаковым фальшивка неоднократно перепубликовывалась как документ.

## Премии и награды
- Орден Красного знамени,
- Орден Отечественной войны I степени (4.3.1945)[7],
- Орден Отечественной войны I степени (1985),
- Орден Красной Звезды,
- Орден «За воинскую доблесть» (Virtuti Militari) (Польша),
- Премия Ленинского комсомола (1968) — за сценарий многосерийного фильма «Вызываем огонь на себя»,
- Медаль "За победу над Германией в Великой Отечественной войне 1941-1945 годов"[8]
- Медали СССР,
- Медали РФ,
- Медали ПНР.